# Der Mann am Klavier
Der Mann am Klavier ist ein Schlager, der von Horst Heinz Henning komponiert wurde. Der Text schrieb Henning unter seinem Aliasnamen Heinz Therningsohn. Das Lied wurde 1954 von Paul Kuhn aufgenommen und von Elektrola veröffentlicht.

## Hintergrund
Kuhn, der sich eher als Jazzer verstand und dem Swing zugetan war, nahm das Lied Der Mann am Klavier auf Drängen seiner Plattenfirma auf. Das Lied war äußerst erfolgreich und verkaufte sich über 250.000 Mal. Der Titel wurde im Laufe der Zeit zu einem Synonym für Paul Kuhn.